# Typhlodromus mori
Typhlodromus mori är en spindeldjursart som beskrevs av Gupta 1981. Typhlodromus mori ingår i släktet Typhlodromus och familjen Phytoseiidae. Inga underarter finns listade i Catalogue of Life.